# أسفل حرير (يهر)

تعديل مصدري - تعديل

أسفل حرير هي إحدى قرى عزلة يهر بمديرية يهر التابعة لمحافظة لحج، بلغ تعداد سكانها 53 نسمة حسب تعداد اليمن لعام 2004.